# Alessandra Panaro
Alessandra Panaro (Róma, 1939. december 14. – Genf, Svájc, 2019. május 1.) olasz színésznő.

## Életútja
1939. december 14-én Rómában született egy jómódú családba. 16 évesen Dino Risi Szegények, de jóképűek (Poveri ma belli) című filmjében debütált Anna Maria szerepében és a trilógia további két részében is játszott (Szépek, de szegények (Belle ma povere), Szegény milliomosok (Poveri milionari)). 1954 és 1966 között közel 40 filmben szerepelt.

## Filmjei
Mozifilmek
- Il barcaiolo di Amalfi (1954)
- Destinazione Piovarolo (1955)
- Il campanile d'oro (1955)
- Szerelmesek (Gli innamorati) (1956)
- Guardia, guardia scelta, brigadiere e maresciallo (1956)
- I miliardari (1956)
- Mamma sconosciuta (1956)
- Cantando sotto le stelle (1956)
- Szegények, de jóképűek (Poveri ma belli) (1957)
- Lazzarella (1957)
- Szépek, de szegények (Belle ma povere) (1957)
- La trovatella di Pompei (1957)
- Szerelem és fecsegés (Amore e chiacchiere) (1958)
- Si le roi savait ça (1958)
- Totò, Peppino e le fanatiche (1958)
- Te doy mi vida (1958)
- L'ultima canzone (1958)
- Cigarettes, whisky et p'tites pépées (1959)
- I ragazzi dei Parioli (1959)
- Avventura a Capri (1959)
- Szegény milliomosok (Poveri milionari) (1959)
- Le notti dei Teddy Boys (1959)
- Il raccomandato di ferro (1959)
- Cerasella (1959)
- Rocco és fivérei (Rocco e i suoi fratelli) (1960)
- A bacchánsnők (Le baccanti) (1961)
- Pecado de amor (1961)
- Mariti a congresso (1961)
- Ulisse contro Ercole (1962)
- Blood kapitány fia (El hijo del capitán Blood) (1962)
- Il colpo segreto di d'Artagnan (1962)
- Il boia di Venezia (1963)
- Ercole contro Moloch (1963)
- Sandok, il Maciste della giungla (1964)
- The Yellow One (1964)
- Az aztékok kincse (Der Schatz der Azteken) (1965)
- A Napisten piramisa (Die Pyramide des Sonnengottes) (1965)
- 30 Winchester per El Diablo (1965)
- La notte dell'addio (1966)
- La madama (1976)
- La notte è piccola per noi (2016)

Tv-filmek és sorozatok
- Volubile (1961)
- A Grande Família (2009, egy epizódban)